# خط زمني لتقنية الإضاءة

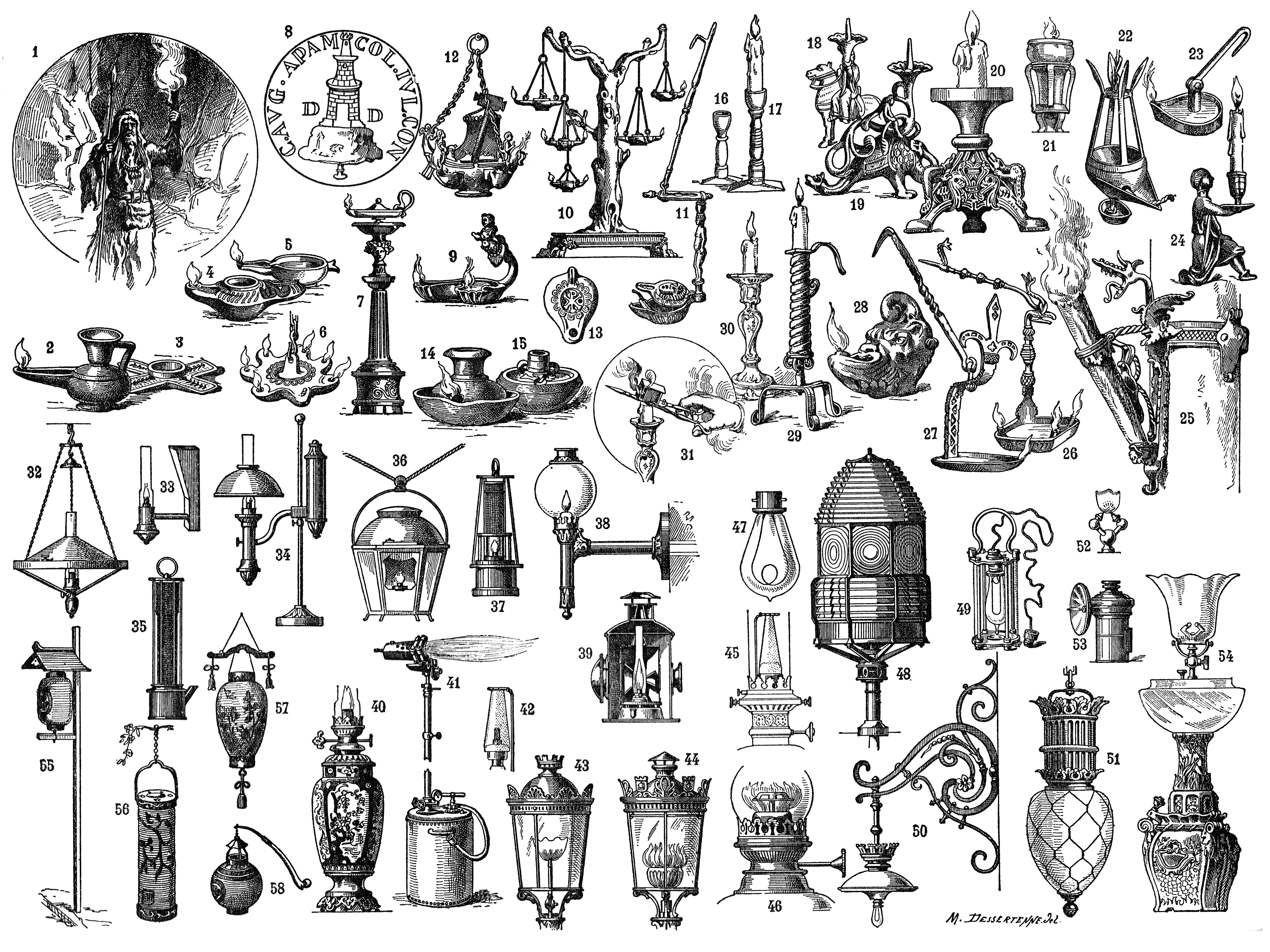
الإضاءة عبر العصور

يرجع اهتمام الإنسان بتطوير الإضاءة الصناعية منذ عشرات الآلاف من السنين، ولا يزال يهتم بتحسينها حتى الآن.

## العصور القديمة
- 125,000 ق.م، استطاع الإنسان تسخير النيران لإضاءة.[1]
- 70,000 ق.م، بدأ الإنسان باضافة القشور، الطحالب والمواد المشبعة بدهون الحيوانات لتسريع اشعال النيران ولزيادة المدة.[2]
- 4,500 ق.م، بدأ استخدام المصابيح الزيتية.
- 3,000 ق.م، اختراع الشموع.

## القرن الثامن عشر
- في عام 1780، اخترع اميه ارجاند مصباح مركزي ثابت يعمل بالزيت.
- في عام 1784، أضاف أرجاند مدخنة زجاجية إلى المصباح المركزي.
- في عام 1792، بدأ ويليام مردوخ بتجربة إضاءة الغاز ونجح تقريبا في إنتاج أول ضوء غازي.
- في عام 1800، نجح صانع الساعات الفرنسي بيرنارد غييوم كاريل في التغلب على عيوب مصباح أرجان وصناعة مصباح كارسيل.

## القرن التاسع عشر

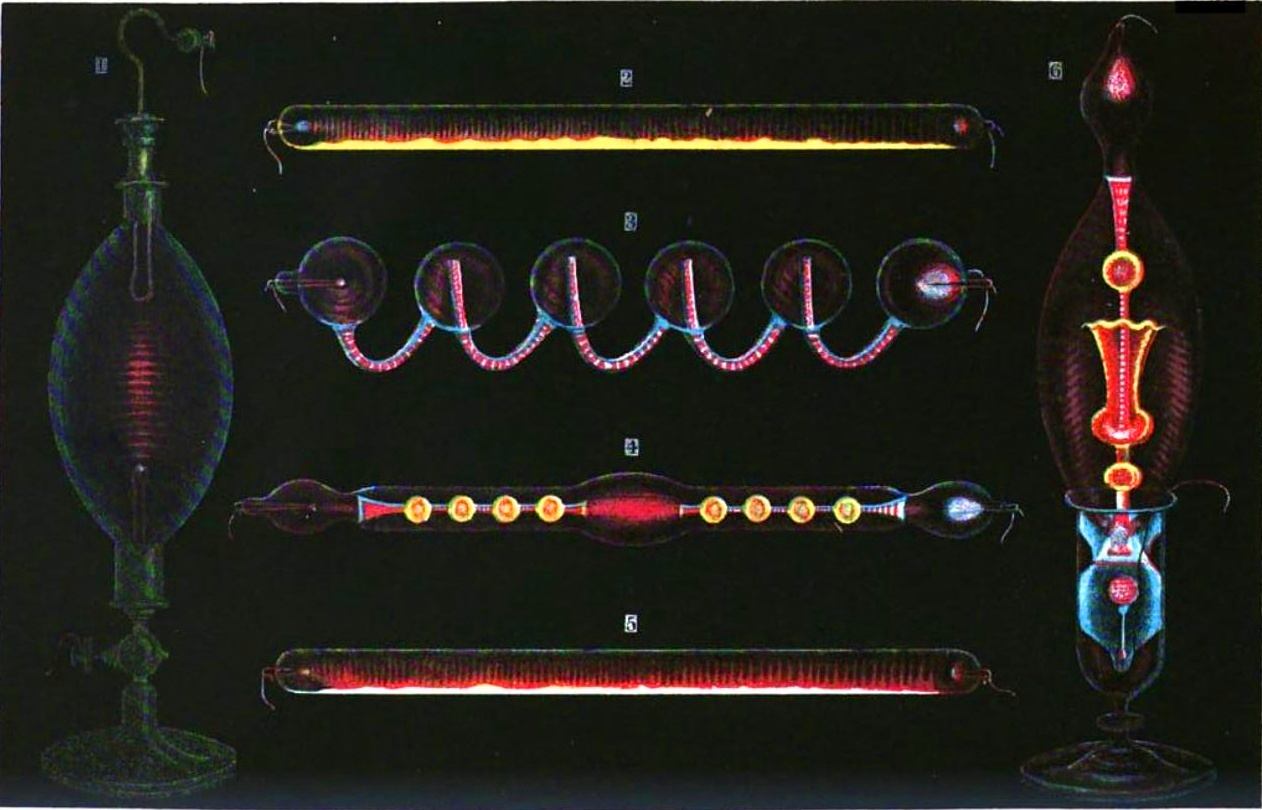
أشكال مختلفة من أنابيب غايسلر

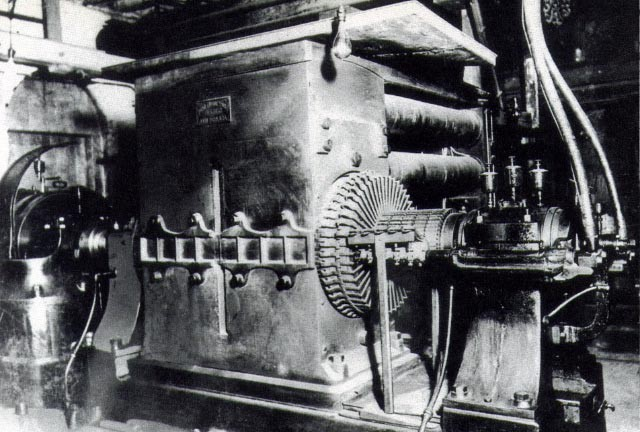
دينامو إديسون الكهربائي الضخم في محطة بيريل ستريت، التُقطت الصورة بين عام 1882 وقبل 1890

- في الفترة ما بين عام 1800-1809، اخترع همفري ديفي مصباح القوس عندما استخدم بطارية في تجارب التحليل الكهربي.
- في عام 1802، أنار ويليام مردوخ السطح الخارجي لمعمل سوهو بالغاز.
- في عام 1805، أصبح مصنع فيليب ولي كوتن ميل أول مصنع في مدينة مانشستر يضاء بالكامل بالغاز.
- في عام 1809، عرض همفري ديفي أول مصباح كهربائي بقدرة 10,000 لومن على الجمعية الملكية.[3]
- في عام 1813، تم إنشاء الشركة الوطنية للحرارة والضوء من قبل فريدريك وينزر (وينسور).
- في عام 1815، اخترع همفري ديفي مصباح السلامة الخاص بعمال المناجم.
- في عام 1823، اخترع جوهان فولفجانج دوبرينير مصباح دوبرينير.
- في عام 1835، أوضح جيمس بومان ليندساي مبدأ الإضاءة في المصباح الكهربائي لمواطني دندي.
- في عام 1841، بدأ استخدام مصابيح القوس الكهربي لإنارة الشوارع في باريس.
- في عام 1853، اخترع إغناسي لوكاسيفيتش مصباح الكيروسين الحديث.
- في عام 1856، حصر هينريك جيسلر القوس الكهربائي للمرة الأولى في أنبوب غايسلر.
- في عام 1867، صنع ألكسندر إدموند بيكيريل أول مصباح فلورسنت.[4]
- في عام 1874، حصل ألكسندر لوديجن على براءة اختراع المصباح الساطع.
- في عام 1875، حصل هنري وودوارد على براءة اختراع مصباح كهربائي.
- في عام 1876، اخترع بافل يابلوتشكوف شمعة يابلوتشكوف، أول مصباح قوس كربوني عملي يستخدم لإضاءة الشوارع العامة في باريس.
- في عام 1879، سجل كلا من توماس أديسون وجوزيف ويلسون سوان براءة اختراع مصباح متوهج كاربوني، استمر المصباح حوالي 40 ساعة.
- في عام 1880، اخترع أديسون مصباح بقدرة 16 وات، يستمر إلى ما يقرب من 1500 ساعة.
- في عام 1882، بدأ استخدام المصابيح في البيوت معتمدة على التيار المستمر وانشاء محطة إديسون في بيريل ستريت.
- في عام 1885، اختراع انبوبة الغاز المتوهج، اعتبر هذا الأمر ثورة في المجال الإضاءة بالغاز.
- في عام 1886، تم إنشاء مشروع غريت بارينغتون، ماساشوسيتس، محول لنقل التيار المتردد من صنع ويليام ستانلي جونيور التابع لشركة جورج ويستينغهاوس.[5] بفضل ستانلي تمت اضاءة 23 شركة على طول 4000 قدم على طول الشارع الرئيسي، باستخدام تيار متردد بجهد 500 فولت في الشوارع و 100 فولت لتشغيل المصابيح المتوهجة في كل موقع.[6]
- في عام 1893، نجحت شركة جنرال إلكتريك في صناعة أول مصباح قوس كربوني تجاري مغلق بالكامل، يدوم المصباح 100 ساعة، وهو بذلك أطول بعشر مرات من المصابيح القوسية الكربونية.[3][7]
- في عام 1893، قدم نيكولا تيسلا أفكاره عن الإضاءة الكهربائية اللاسلكية عالية التردد، والتي حازت على دعم كبير بعد نجاحه في إضاءة أنبوب غايسلر لاسلكيا.[8][9]
- في عام 1894، صنع دكتور ماك فارلان مور أنبوب مور، أنبوب تفريغ تألقي للمصابيح الكهربائية.
- في عام 1897، سجل فالتر نيرنست براءة اختراع مصباح متوهج، يعتمد على إلكترونيات الجوامد.

## القرن العشرون
- في عام 1901، صنع بيتر كوبر هيويت أول مصباح بخار الزئبق تجاري.
- في عام 1904، نجح كلا من ألكساندر جست وفرانجو هانامان في اختراع فتيلة التنجستين للمصابيح المتوهجة.
- في عام 1910، استخدم جورج كلود مصابيح النيون في إضاءة معرض باريس للسيارات.
- في عام 1912، اخترع تشارلز بي شتاينمتز مصباح الهاليد المعدني.[10]
- في عام 1913، اكتشف إرفينغ لانغموير أن استخدام الغاز الخامل في المصباح يمكن أن يضاعف كفاءة الإضاءة للمصابيح الوامضة.
- في عام 1917، سجل بيرني لي بنبو براءة اختراع ملف فيلامنت.
- في عام 1920، اخترع آرثر إتش. كومبتون مصباح بخار الصوديوم.[11]
- في عام 1921، صنع جونيتشي ميورا أول مصباح متوهج يعمل بملف فيلامنت.
- في عام 1925، صنع مارفين بيبكين أول مصباح بلوري.
- في عام 1926، سجل إدموند جيرمر براءة اختراع مصباح الفلوريسنت الحديث.
- في عام 1927، صنع أوليغ لوسيف أول مصباح ليد (الصمام الثنائي الباعث للضوء).
- في عام 1953:
  - صنع إلمر فريدريك مصباح الهالوجين.[12]
  - لاحظ أندريه برنانوز مع العديد من زملائه الإضاءة في المواد العضوية.[13][14]
- في عام 1960، صنع ثيودور إتش مايمان أول مصباح ليزر.
- في عام 1962، نجح نيك هولنياك الابن في تطوير مصباح ليد، الصمام الثنائي الباعث للضوء المرئي (الأحمر).
- في عام 1963، اخترع كيرت شميت أول مصباح ضغط بخار صوديوم.[15]
- في عام 1972:
  - اخترع جورج كرافورد أول مصباح باعث باللون الأصفر.
  - نجح كلا من هيربرت بول ماروسكا وجاك بانكوف في صناعة أول صمام دايود ضوئي بنفسجي.
- في عام 1981:
  - بدأت شركة فيليبس في بيع أول مصابيح فلورسنت موفرة للطاقة.
  - عرضت مجموعة ثورن للإضاءة مصباح الهاليد المعدني التفريغي.
- في عام 1985، عرضت مجموعة أورسام أول مصباح إليكتروني موفر للطاقة.[3]
- في عام 1987، نجح كلا من تشينغ دبليو تانغ وستيف فان سلايك في شركة إيستمان كوداك في صناعة أول ليد عضوي (أول صمام ثنائي عضوي باعث للضوء).
- في عام 1990، نجح مايكل أوري بالتعاون مع تشارلز وود والعديد من الزملاء بتطوير مصباح الكبريت.
- في عام 1991، نجحت شركة فيليبس في صناعة مصباح فلورسنت يستمر لمدة 60,000 ساعة باستخدام الحث المغناطيسي.
- في عام 1994:
  - ظهور مصابيح T5 بالملف البارد وأصبحت بذلك المصابيح الفلورية الرائدة مع 117 ليومن لكل وات بألوان متنوعة.
  - تم بيع أول مصباح كبريت تجاري بواسطة شركة فايشن للإضاءة.[3]
- في عام 1995، صنع شوجي ناكامورا في مختبرات نيتشيا أول ليد أزرق اللون.[3]

## القرن الحادي والعشرون
- في عام 2008، صنعت شركة يوشيو أول فتيلة ليد.
- في عام 2011، فازت شركة فيليبس بجائزة L لصناعة مصباح 60 وات.